# Список четырёх- и пятикратных кавалеров ордена Красного Знамени до 1930 года
В настоящем списке представлены кавалеры четырёх и пяти орденов Красного Знамени, удостоенных этих наград в период с 1918 года по май 1930 года, когда он являлся высшей наградой РСФСР и СССР. Список содержит даты Указов (если не установлены, то годов), информацию о должности кавалера на момент награждения, годах жизни (если известны).
| № п/п | Фото | Фамилия Имя Отчество          | Дата Указа                                             | Должность | Годы жизни              |
| ----- | ---- | ----------------------------- | ------------------------------------------------------ | --- | ----------------------- |
| 1     | none | Блюхер Василий Константинович | 28.09.1918 14.06.1921 20.06.1921 25.10.1928 23.02.1928 | Начальник 30-й стрелковой дивизии начальник 30-й стрелковой дивизии начальник 51-й стрелковой дивизии командир 51-й стрелковой дивизии командир 8-го стрелкового корпуса                                                                                           | 01.12.1890 — 09.11.1938 |
| 2     | none | Ворошилов Климент Ефремович   | 26.06.1920 18.03.1921 2.12.1925 22.02.1930             | член Реввоенсовета 1-й Конной армии комиссар Южной группы командующий войсками Северо-Кавказского военного округа народный комиссар по военным и морским делам | 04.02.1881 — 2.12.1969  |
| 3     | none | Вострецов Степан Сергеевич    | 30.04.1920 12.12.1920 09.08.1923 18.10.1923            | командир 242-го стрелкового полка помощник командира 2-й Приамурской стрелковой дивизии | 17.12.1883 — 03.05.1932 |
| 4     | none | Евдокимов Ефим Георгиевич     | 02.09.1921 21.01.1924 18.02.1928 03.04.1930            | заместитель начальника особого отдела Юго-Западного фронта (начальник управления ВУЧК) заместитель начальника особого отдела Южного и Юго-Западного фронта полномочный представитель ОГПУ по Северо-Кавказскому Краю полномочный представитель ОГПУ в Средней Азии | 20.01.1891 — 02.02.1940 |
| 5     | none | Лапин Альберт Янович          | 31.07.1920 05.01.1921 31.12.1921 20.05.1930            | начальник 30-й стрелковой дивизии командир 80-й стрелковой бригады 27-й стрелковой дивизии начальник штаба Дальневосточной армии | 27.05.1899 — 21.09.1937 |
| 6     | none | Фабрициус Ян Фрицевич         | 10.03.1919 13.10.1920 23.03.1921 31.12.1921            | комиссар 10-й стрелковой дивизии командир 48-й стрелковой бригады 16-й стрелковой дивизии командир 501-го стрелкового полка командир 48-й стрелковой бригады | 26.06.1877 — 24.08.1929 |
| 7     | none | Федько Иван Фёдорович         | 27.10.1919 05.06.1921 24.04.1921 27.06.1924            | начальник 58-й стрелковой дивизии начальник 46-й стрелковой дивизии командир 187-й стрелковой бригады командир бригады 13-го стрелкового корпуса | 06.07.1897 — 26.02.1939 |
|       |      |                               |                                                        | |                         |